# Enrique Meza
Enrique Everardo Meza Enríquez (ur. 3 marca 1948 w mieście Meksyk) – były meksykański piłkarz występujący na pozycji bramkarza, obecnie trener.
Jako piłkarza kojarzy się go głównie z bycia rezerwowym dla legendarnego bramkarza Miguela Marína, niemal całą karierę zawodniczą związał z Cruz Azul. Mimo sporadycznych występów wywalczył pięć mistrzostw Meksyku (1969, 1970, 1972, 1973, 1974), jedno wicemistrzostwo (1970), dwa puchary Meksyku (1969, 1976), superpuchar Meksyku (1974), trzy razy wygrał Puchar Mistrzów CONCACAF (1969, 1970, 1971) i raz zajął drugie miejsce w Copa Interamericana (1972).
Jest jednym z najsłynniejszych i najbardziej utytułowanych trenerów w historii meksykańskiej piłki. Największe sukcesy odnosił z Deportivo Toluca i CF Pachuca – w swojej karierze szkoleniowej zdobył cztery mistrzostwa Meksyku (1998, 1999, 2000, 2007), pięć wicemistrzostw (1997, 2009, 2009, 2012, 2014), dwa razy triumfował w Pucharze Mistrzów CONCACAF (2007, 2008), raz w SuperLidze (2007), wywalczył Copa Sudamericana (2006), dwukrotnie wziął udział w Klubowych Mistrzostwach Świata (2007, 2008). Czterokrotnie wybierany najlepszym trenerem ligi meksykańskiej (1998, 1999, 2000, 2007). W latach 2000–2001 był selekcjonerem reprezentacji Meksyku.
W 2015 roku wprowadzony do galerii sław meksykańskiego futbolu – Salón de la Fama del Fútbol. Jego synowie Enrique Meza jr. i Diego Meza również są trenerami piłkarskimi.

## Kariera klubowa
Meza jest wychowankiem klubu Cruz Azul, mającego wówczas siedzibę w niewielkiej miejscowości Jasso, w stanie Hidalgo. Do pierwszej drużyny został włączony w wieku dziewiętnastu lat przez legendarnego szkoleniowca Raúla Cárdenasa i w meksykańskiej Primera División zadebiutował w sezonie 1967/1968. Nie potrafił sobie jednak wywalczyć miejsca w wyjściowym składzie, pozostając jedynie rezerwowym dla Roberto Alatorre. W sezonie 1968/1969 wywalczył z Cruz Azul pierwszy zarówno w swojej karierze, jak i w historii klubu tytuł mistrza Meksyku, a także triumfował w rozgrywkach krajowego pucharu – Copa México oraz wygrał najbardziej prestiżowe rozgrywki kontynentu – Puchar Mistrzów CONCACAF. Podczas sezonu 1969/1970 zanotował natomiast wicemistrzostwo kraju oraz drugi raz triumfował w północnoamerykańskim Pucharze Mistrzów. W krótkich, półrocznych rozgrywkach México '70 zdobył swoje drugie mistrzostwo Meksyku, a w 1971 roku trzeci raz z rzędu wygrał Puchar Mistrzów CONCACAF.
W 1971 roku Cruz Azul przeniósł swoją siedzibę do stołecznego miasta Meksyk, a drużynę zasilił Miguel Marín – argentyński bramkarz uznawany później za jednego z najlepszych zawodników w historii meksykańskiego futbolu. Kolejne osiągnięcia Meza oglądał więc z ławki rezerwowych, będąc drugim po Marínie golkiperem ekipy. W sezonie 1971/1972 po raz kolejny został mistrzem Meksyku, a w tym samym roku zajął również drugie miejsce zarówno w superpucharze Meksyku – Campeón de Campeones, jak i w międzykontynentalnych rozgrywkach Copa Interamericana. Podczas sezonu 1972/1973 wywalczył kolejne mistrzostwo Meksyku, zaś podczas rozgrywek 1973/1974 po raz trzeci z rzędu, a piąty ogółem, zdobył tytuł mistrza kraju. Wówczas także doszedł do finału krajowego pucharu i triumfował w superpucharze. Ogółem w barwach Cruz Azul spędził osiem lat, będąc członkiem prowadzonej przez Cárdenasa najlepszej drużyny w historii klubu, nazywanej „La Máquina” („Maszyna”). Notował jednak wyłącznie sporadyczne występy, będąc "wiecznym rezerwowym" dla legendarnego Marína.
W 1975 roku Meza został zawodnikiem ekipy Tigres UANL z siedzibą w Monterrey. Tam przez pierwsze kilka miesięcy był pierwszym bramkarzem zespołu, lecz później został relegowany do roli rezerwowego na rzecz Mateo Bravo. W 1976 roku zdobył z Tigres pierwsze trofeum w historii klubu – puchar Meksyku. Obfitą w sukcesy, jednak ubogą w występy piłkarską karierę zakończył w wieku 33 lat w swoim macierzystym Cruz Azul, jako rezerwowy dla swojego byłego kolegi klubowego z Tigres – Jaime Julio Aguilara.

## Kariera trenerska
Bezpośrednio po zakończeniu kariery piłkarskiej Meza rozpoczął pracę w roli szkoleniowca. W listopadzie 1982 został asystentem nowego trenera Cruz Azul – swojego byłego kolegi boiskowego Miguela Marína. Już dwa miesiące później Marín został zawieszony na rok wskutek uderzenia sędziego podczas jednego z ligowych meczów, wobec czego stery pierwszej drużyny objął Meza. Prowadził ją ze średnim skutkiem i bez większych sukcesów do końca sezonu, po czym został zastąpiony przez Alberto Quintano, a sam został trenerem akademii juniorskiej klubu. Przez kolejne lata pracował z młodzieżowymi drużynami Cruz Azul, wychowując w nich między innymi Francisco Palencię i Óscara Péreza, zaś w grudniu 1992 ponownie objął seniorski zespół, zastępując Nelsona Acostę. Tym razem spędził na stanowisku dwa i pół roku, jednak nie zanotował żadnego poważniejszego osiągnięcia – w pierwszych dwóch sezonach odpadał z decydującej o mistrzostwie fazy play-off w ćwierćfinale, zaś w połowie rozgrywek 1994/1995 został zwolniony (na koniec sezonu jego następca Luis Fernando Tena doprowadził Cruz Azul do wicemistrzostwa kraju).
W lutym 1996 Meza objął drużynę Monarcas Morelia, której szkoleniowcem pozostawał przez dwa miesiące, do zakończenia sezonu, ratując ją przed spadkiem z ligi. Bezpośrednio po tym został trenerem skromnego klubu Toros Neza z miasta Nezahualcóyotl, gdzie szybko stworzył czołową w lidze drużynę, prezentującą ofensywny i atrakcyjny futbol, uważaną za najlepszą w krótkiej historii zespołu. Już w pierwszych rozgrywkach jego podopieczni dotarli do półfinału fazy play-off, zaś w wiosennym sezonie Verano 1997 zanotowali jedyny sukces w dziejach klubu – wicemistrzostwo Meksyku, przegrywając w dwumeczu finałowym z Guadalajarą (1:1, 1:6). Zaraz po przegranym finale Meza po roku odszedł z Toros, a w sierpniu 1997 podpisał umowę z Deportivo Toluca. Tam wyrobił sobie markę czołowego meksykańskiego trenera, a z Toluki uczynił hegemona rozgrywek krajowych. Trzykrotnie wywalczył z tą drużyną mistrzostwo Meksyku: w sezonach Verano 1998 (w finale 1:2, 5:2 z Necaxą), Verano 1999 (3:3, 2:2, po karnych 5:4 z Atlasem) i Verano 2000 (2:0, 5:1 z Santosem Laguna). Ponadto w 1998 roku dotarł do finału Pucharu Mistrzów CONCACAF, przegrywając w nim z D.C. United (0:1). Z drużyny odszedł do kadry narodowej we wrześniu 2000 (na koniec jesiennego sezonu Invierno 2000 ekipa prowadzona już przez Ricardo Ferrero zdobyła tytuł wicemistrzowski). Tolucę prowadził przez ponad trzy lata.

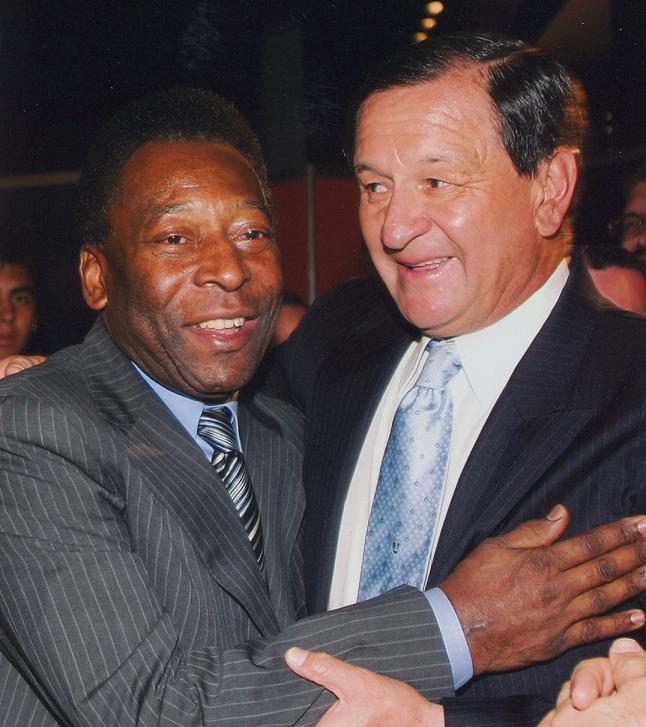
Meza z Brazylijczykiem Pelé, po zdobyciu Copa Sudamericana w grudniu 2006

We wrześniu 2000 Meza został selekcjonerem reprezentacji Meksyku, zastępując na tym stanowisku Manuela Lapuente. Na stanowisku tym wytrwał zaledwie dziewięć miesięcy, notując fatalne wyniki w eliminacjach do Mistrzostw Świata 2002 – wygrał w nich tylko z nisko notowanymi Trynidadem i Tobago (7:0) i Jamajką (4:0), zremisował z Kanadą (0:0), Trynidadem i Tobago (1:1), natomiast przegrał z USA (0:2), Kostaryką (1:2) i Hondurasem (1:3), wobec czego meksykańska kadra, będąca faworytem kwalifikacji, została zagrożona możliwością braku awansu na mundial. Czarę goryczy dopełnił słaby występ podopiecznych Mezy na Pucharze Konfederacji 2001, kiedy to przegrali oni na koreańskich boiskach wszystkie trzy mecze – z Australią (0:2), Koreą Płd (1:2) i Francją (0:4), zajmując ostatnie miejsce w fazie grupowej. Eliminacyjna porażka z Kostaryką była pierwszą przegraną Meksyku w meczu o punkty na Estadio Azteca, zaś bezpośrednio po porażce w kwalifikacjach z Hondurasem, w czerwcu 2001, Meza został zwolniony ze stanowiska. Podczas pracy z kadrą zanotował zawstydzający bilans meczów (19m – 5z/3r/11p), będąc jednym z najmniej efektywnych selekcjonerów w historii meksykańskiej piłki.

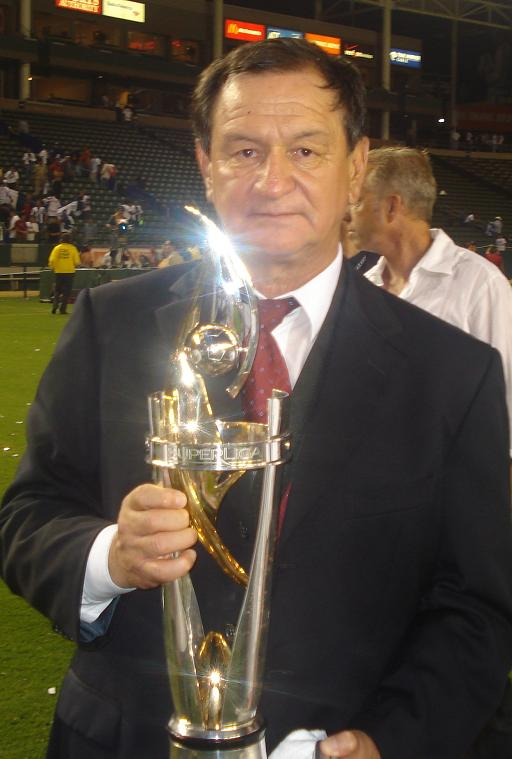
Meza w sierpniu 2007 po triumfie z Pachucą w rozgrywkach SuperLigi

W styczniu 2002 Meza został szkoleniowcem Club Atlas z siedzibą w Guadalajarze, który prowadził z przeciętnym skutkiem przez dziewięć miesięcy. W pierwszym sezonie dotarł do ćwierćfinałów fazy play-off, a we wrześniu 2002 został zwolniony po pięciu porażkach z rzędu. W marcu 2003 powrócił do Cruz Azul, gdzie zastąpił na stanowisku trenera Mario Carrillo, jednak nie potrafił odmienić kiepskiej gry zespołu i swojej kiepskiej zawodowej passy. Podczas pierwszego sezonu odpadł z Cruz Azul w ligowych repasażach, w kolejnym dotarł do ćwierćfinału, a został zwolniony w marcu 2004 po zanotowaniu sześciu kolejnych porażek, ogółem spędzając w klubie rok. W styczniu 2005 powrócił do zespołu, z którym święcił dotychczas największe sukcesy jako trener – Deportivo Toluca, lecz nie potrafił tam nawiązać do wcześniejszych osiągnięć. Opuścił stanowisku już po czterech miesiącach, bezpośrednio po serii siedmiu meczów z rzędu bez zwycięstwa.
W maju 2006 Meza podpisał umowę z ówczesnym mistrzem Meksyku – zespołem CF Pachuca. Tam jeszcze w tym samym roku zajął drugie miejsce w superpucharze Meksyku – Campeón de Campeones (0:1, 0:1 z Tolucą) oraz triumfował w międzynarodowych rozgrywkach Copa Sudamericana po pokonaniu w finale chilijskiego Colo-Colo (1:1, 2:1). Dzięki temu Pachuca została pierwszym meksykańskim klubem, który zdołał odnieść triumf w południowoamerykańskim turnieju. W wiosennym sezonie Clausura 2007 wywalczył natomiast czwarte w swojej karierze mistrzostwo Meksyku po pokonaniu w dwumeczu finałowym Amériki (2:1, 1:1). W tym samym roku jego podopieczni wygrali meksykańsko-amerykański turniej SuperLigi (1:1, 4:3 po karnych z amerykańskim Los Angeles Galaxy), przegrali w superpucharze Ameryki Południowej – Recopa Sudamericana (2:1, 0:4 z brazylijskim Internacionalem), a także triumfowali w rozgrywkach Pucharu Mistrzów CONCACAF po finałowym zwycięstwie nad Guadalajarą (2:2, 0:0, 7:6 po karnych). Dzięki ostatniemu z tych osiągnięć Pachuca wzięła udział w Klubowych Mistrzostwach Świata, z których odpadła jednak już w ćwierćfinale z tunezyjskim Étoile Sportive du Sahel (0:1) i uplasowała się dopiero na szóstej lokacie.

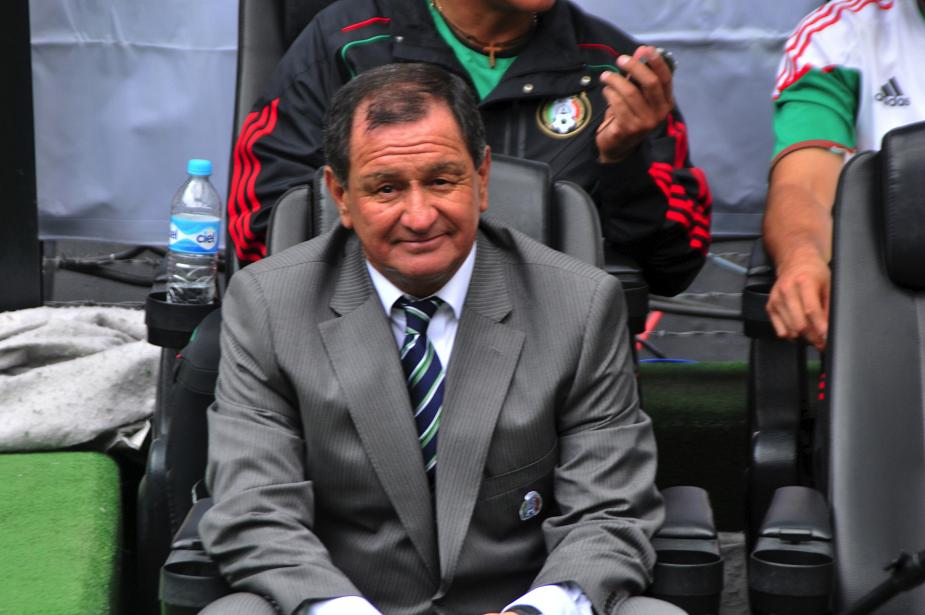
Meza w sierpniu 2010 jako tymczasowy selekcjoner reprezentacji Meksyku

W 2008 roku Meza po raz drugi z rzędu wygrał z Pachucą rozgrywki Pucharu Mistrzów CONCACAF, tym razem po pokonaniu w dwumeczu finałowym kostarykańskiego Deportivo Saprissa (1:1, 2:1). Kilka miesięcy później jego zespół wystąpił w kolejnych Klubowych Mistrzostwach Świata, gdzie tym razem spisał się lepiej niż przed rokiem – uległ dopiero w półfinale ekwadorskiemu LDU Quito (0:2) i zajął czwarte miejsce. W styczniu 2009 zajął drugie miejsce w rozgrywkach kwalifikacyjnych do Copa Libertadores – InterLidze, jednak z samego Pucharu Wyzwolicieli jego podopieczni odpadli już w rundzie wstępnej, co zostało powszechnie przyjęte za rozczarowanie. W sezonie Clausura 2009 wywalczył jeszcze wicemistrzostwo Meksyku, ulegając w finale ekipie Pumas UNAM (0:1, 2:2 po dogrywce), po czym zdecydował się odejść z zespołu. Ogółem Pachucę prowadził przez trzy lata, będąc trenerem najwybitniejszej drużyny w historii klubu, której przedstawicielami byli gracze tacy jak Miguel Calero, Christian Giménez czy Damián Álvarez. Zdobył z zespołem pięć trofeów i jest uznawany za najlepszego trenera w dziejach Pachuki.
W czerwcu 2009 Meza po raz czwarty w karierze został szkoleniowcem swojego macierzystego Cruz Azul. Tam już w pierwszym, jesiennym sezonie Apertura 2009 zdobył wicemistrzostwo Meksyku, przegrywając w finale z Monterrey (3:4, 1:2), natomiast w 2010 dotarł do finału Ligi Mistrzów CONCACAF, ulegając w nim swojemu byłemu klubowi – Pachuce (2:1, 0:1). Tym razem prowadził Cruz Azul przez trzy lata, lecz mimo utrzymania przez klub pozycji czołowego w lidze, nie potrafił zapewnić mu oczekiwanego od wielu lat mistrzostwa kraju – na sześć sezonów raz dotarł do finału i półfinału play-offów, dwukrotnie odpadł w ćwierćfinale, a dwa razy nie zakwalifikował się do fazy play-off. Równocześnie, w lipcu 2010, po dymisji Javiera Aguirre został tymczasowym selekcjonerem reprezentacji Meksyku, którą w sierpniu poprowadził w meczu towarzyskim z mistrzami świata – Hiszpanią (1:1), pechowo tracąc prowadzenie w ostatniej minucie.
W maju 2012 Meza trzeci raz objął Deportivo Toluca, gdzie już w sezonie Apertura 2012 zdobył wicemistrzostwo kraju, po porażce w finale z Tijuaną (1:1, 0:2). Mimo udanych pierwszych rozgrywek, bezpośrednio po sukcesie drużyna złapała kryzys formy i w kolejnym sezonie nie awansowała do fazy play-off, odpadając również już w fazie grupowej z Copa Libertadores. To zaowocowało rezygnacją Mezy ze stanowiska w kwietniu 2013 po niecałym roku pracy w Toluce. Pięć miesięcy później został następcą Gabriela Caballero w roli trenera CF Pachuca, powracając tym samym do tego klubu po czterech latach. W sezonie Clausura 2014 zdobył z nim swój piąty tytuł wicemistrza Meksyku, kiedy to tym razem jego podopieczni okazali się gorsi od Leónu (3:2, 0:2 po dogrywce). Ogółem w Pachuce spędził tym razem niecałe półtora roku, a w listopadzie 2014, po odpadnięciu z ligowych ćwierćfinałów, został zwolniony przez zarząd klubu.
W maju 2015 Meza po dziewiętnastu latach powrócił do zespołu Monarcas Morelia, podobnie jak wówczas walczącego o utrzymanie w najwyższej klasie rozgrywkowej. W tym samym roku zajął z nim drugie miejsce w superpucharze Meksyku – Supercopa MX i zanotował udany występ w lidze (ćwerćfinał play-offów). W kolejnym sezonie Morelia spisywała się jednak gorzej, wobec czego w październiku 2016 szkoleniowiec został zwolniony (jedno zwycięstwo w ośmiu ostatnich ligowych spotkaniach).

## Statystyki kariery

### Klubowe
| Cruz Azul | 1967–1968 | Meksyk | Liga MX | 0≤  | 0 | 0≤ | 0 | —   | —  | — | 0≤  | 0 |
| Cruz Azul | 1968–1969 | Meksyk | Liga MX | 0≤  | 0 | 0≤ | 0 | —   | —  | — | 0≤  | 0 |
| Cruz Azul | 1969–1970 | Meksyk | Liga MX | 0≤  | 0 | 0≤ | 0 | LMC | 0≤ | 0 | 0≤  | 0 |
| Cruz Azul | 1970–1971 | Meksyk | Liga MX | 0≤  | 0 | 0≤ | 0 | LMC | 0≤ | 0 | 0≤  | 0 |
| Cruz Azul | 1971–1972 | Meksyk | Liga MX | 0≤  | 0 | 0≤ | 0 | LMC | 0≤ | 0 | 0≤  | 0 |
| Cruz Azul | 1972–1973 | Meksyk | Liga MX | 0≤  | 0 | 1≤ | 0 | —   | —  | — | 1≤  | 0 |
| Cruz Azul | 1973–1974 | Meksyk | Liga MX | 0≤  | 0 | 0≤ | 0 | —   | —  | — | 0≤  | 0 |
| Cruz Azul | 1974–1975 | Meksyk | Liga MX | 0≤  | 0 | 0≤ | 0 | —   | —  | — | 0≤  | 0 |
| UANL      | 1975–1976 | Meksyk | Liga MX | 21  | 0 | 0≤ | 0 | —   | —  | — | 21≤ | 0 |
| UANL      | 1976–1977 | Meksyk | Liga MX | 5   | 0 | —  | — | —   | —  | — | 5   | 0 |
| Cruz Azul | 1980–1981 | Meksyk | Liga MX | 1   | 0 | —  | — | LMC | 0≤ | 0 | 1   | 0 |
| Ogółem    | Ogółem    | Ogółem | Ogółem  | 27≤ | 0 | 1≤ | 0 | LMC | 0≤ | 0 | 28≤ | 0 |

- LMC – Liga Mistrzów CONCACAF

### Trenerskie
| Cruz Azul     | 1982–1983     | Meksyk        | Liga MX   | 19         | 5          | 8          | 6          | 26%        | —            | —            | —            | —            | —                             | —                                  | —              | —              | —              | —              | —              | 19     | 5      | 8      | 6      | 26%    |
| Cruz Azul     | 1992–1993     | Meksyk        | Liga MX   | 23         | 12         | 5          | 6          | 52%        | —            | —            | —            | —            | —                             | —                                  | —              | —              | —              | —              | —              | 23     | 12     | 5      | 6      | 52%    |
| Cruz Azul     | 1993–1994     | Meksyk        | Liga MX   | 40         | 18         | 13         | 9          | 45%        | —            | —            | —            | —            | —                             | —                                  | —              | —              | —              | —              | —              | 40     | 18     | 13     | 9      | 45%    |
| Cruz Azul     | 1994–1995     | Meksyk        | Liga MX   | 21         | 9          | 6          | 6          | 43%        | 1            | 0            | 1            | 0            | 0%                            | —                                  | —              | —              | —              | —              | —              | 22     | 9      | 7      | 6      | 41%    |
| Morelia       | 1995–1996     | Meksyk        | Liga MX   | 8          | 4          | 3          | 1          | 50%        | —            | —            | —            | —            | —                             | —                                  | —              | —              | —              | —              | —              | 8      | 4      | 3      | 1      | 50%    |
| Toros Neza    | 1996–1997     | Meksyk        | Liga MX   | 46         | 23         | 4          | 19         | 50%        | 10           | 7            | 0            | 3            | 70%                           | —                                  | —              | —              | —              | —              | —              | 56     | 30     | 4      | 23     | 54%    |
| Toluca        | 1997–1998     | Meksyk        | Liga MX   | 34         | 20         | 6          | 8          | 59%        | —            | —            | —            | —            | —                             | —                                  | —              | —              | —              | —              | —              | 34     | 20     | 6      | 8      | 59%    |
| Toluca        | 1998–1999     | Meksyk        | Liga MX   | 42         | 25         | 12         | 5          | 60%        | —            | —            | —            | —            | —                             | LMC                                | 3              | 2              | 0              | 1              | 67%            | 45     | 27     | 12     | 6      | 60%    |
| Toluca        | 1999–2000     | Meksyk        | Liga MX   | 42         | 27         | 8          | 7          | 64%        | —            | —            | —            | —            | —                             | LMC                                | 1              | 0              | 0              | 1              | 0%             | 43     | 27     | 8      | 8      | 63%    |
| Toluca        | 2000–2001     | Meksyk        | Liga MX   | 10         | 6          | 1          | 3          | 60%        | —            | —            | —            | —            | —                             | —                                  | —              | —              | —              | —              | —              | 10     | 6      | 1      | 3      | 60%    |
| Reprezentacja | Rok           | Kraj          |           | Towarzysko | Towarzysko | Towarzysko | Towarzysko | Towarzysko | Eliminacje   | Eliminacje   | Eliminacje   | Eliminacje   | Eliminacje                    | Turnieje                           | Turnieje       | Turnieje       | Turnieje       | Turnieje       | Turnieje       | Ogółem | Ogółem | Ogółem | Ogółem | Ogółem |
| Reprezentacja | Rok           | Kraj          | M         | Z          | R          | P          | %          | M          | Z            | R            | P            | %            | Rozgrywki                     | M                                  | Z              | R              | P              | %              | M              | Z      | R      | P      | %      |        |
| Meksyk        | 2000          | Meksyk        |           | 4          | 2          | 0          | 2          | 50%        | 2            | 1            | 1            | 0            | 50%                           | —                                  | —              | —              | —              | —              | —              | 6      | 3      | 1      | 2      | 50%    |
| Meksyk        | 2001          | Meksyk        | 5         | 1          | 1          | 3          | 20%        | 5          | 1            | 1            | 3            | 20%          | PK                            | 3                                  | 0              | 0              | 3              | 0%             | 13             | 2      | 2      | 9      | 15%    |        |
| Klub          | Sezon         | Kraj          | Rozgrywki | Liga       | Liga       | Liga       | Liga       | Liga       | Puchar kraju | Puchar kraju | Puchar kraju | Puchar kraju | Puchar kraju                  | Międzynarodowe                     | Międzynarodowe | Międzynarodowe | Międzynarodowe | Międzynarodowe | Międzynarodowe | Ogółem | Ogółem | Ogółem | Ogółem | Ogółem |
| Klub          | Sezon         | Kraj          | Rozgrywki | M          | Z          | R          | P          | %          | M            | Z            | R            | P            | %                             | Rozgrywki                          | M              | Z              | R              | P              | %              | M      | Z      | R      | P      | %      |
| Atlas         | 2001–2002     | Meksyk        | Liga MX   | 20         | 9          | 6          | 5          | 45%        | —            | —            | —            | —            | —                             | —                                  | —              | —              | —              | —              | —              | 20     | 9      | 6      | 5      | 45%    |
| Atlas         | 2002–2003     | Meksyk        | Liga MX   | 10         | 3          | 0          | 7          | 30%        | —            | —            | —            | —            | —                             | —                                  | —              | —              | —              | —              | —              | 10     | 3      | 0      | 7      | 30%    |
| Cruz Azul     | 2002–2003     | Meksyk        | Liga MX   | 12         | 6          | 3          | 3          | 50%        | —            | —            | —            | —            | —                             | —                                  | —              | —              | —              | —              | —              | 12     | 6      | 3      | 3      | 50%    |
| Cruz Azul     | 2003–2004     | Meksyk        | Liga MX   | 32         | 11         | 8          | 13         | 34%        | —            | —            | —            | —            | —                             | —                                  | —              | —              | —              | —              | —              | 32     | 11     | 8      | 13     | 34%    |
| Toluca        | 2004–2005     | Meksyk        | Liga MX   | 12         | 4          | 3          | 5          | 33%        | 4            | 2            | 0            | 2            | 50%                           | —                                  | —              | —              | —              | —              | —              | 16     | 6      | 3      | 7      | 38%    |
| Pachuca       | 2006–2007     | Meksyk        | Liga MX   | 43         | 22         | 13         | 8          | 51%        | 2            | 0            | 0            | 2            | 0%                            | CS + LMC + RS                      | 16             | 9              | 4              | 3              | 56%            | 61     | 31     | 17     | 13     | 51%    |
| Pachuca       | 2007–2008     | Meksyk        | Liga MX   | 38         | 14         | 7          | 17         | 37%        | —            | —            | —            | —            | —                             | SL + CS + KMŚ + LMC                | 14             | 5              | 5              | 4              | 36%            | 52     | 19     | 12     | 21     | 37%    |
| Pachuca       | 2008–2009     | Meksyk        | Liga MX   | 40         | 19         | 10         | 11         | 48%        | 4            | 2            | 1            | 1            | 25%                           | SL + KMŚ + CL                      | 9              | 3              | 1              | 5              | 33%            | 53     | 24     | 12     | 17     | 45%    |
| Cruz Azul     | 2009–2010     | Meksyk        | Liga MX   | 40         | 20         | 6          | 14         | 50%        | —            | —            | —            | —            | —                             | LMC                                | 14             | 10             | 2              | 2              | 71%            | 54     | 30     | 8      | 16     | 56%    |
| Cruz Azul     | 2010–2011     | Meksyk        | Liga MX   | 40         | 22         | 9          | 9          | 55%        | —            | —            | —            | —            | —                             | LMC                                | 12             | 7              | 2              | 3              | 58%            | 52     | 29     | 11     | 12     | 56%    |
| Cruz Azul     | 2011–2012     | Meksyk        | Liga MX   | 36         | 14         | 12         | 10         | 39%        | —            | —            | —            | —            | —                             | CL                                 | 8              | 3              | 3              | 2              | 38%            | 44     | 17     | 15     | 12     | 39%    |
| Reprezentacja | Rok           | Kraj          |           | Towarzysko | Towarzysko | Towarzysko | Towarzysko | Towarzysko | Eliminacje   | Eliminacje   | Eliminacje   | Eliminacje   | Eliminacje                    | Turnieje                           | Turnieje       | Turnieje       | Turnieje       | Turnieje       | Turnieje       | Ogółem | Ogółem | Ogółem | Ogółem | Ogółem |
| Reprezentacja | Rok           | Kraj          | M         | Z          | R          | P          | %          | M          | Z            | R            | P            | %            | Rozgrywki                     | M                                  | Z              | R              | P              | %              | M              | Z      | R      | P      | %      |        |
| Meksyk        | 2010          | Meksyk        |           | 1          | 0          | 1          | 0          | 0%         | —            | —            | —            | —            | —                             | —                                  | —              | —              | —              | —              | —              | 1      | 0      | 1      | 0      | 0%     |
| Klub          | Sezon         | Kraj          | Rozgrywki | Liga       | Liga       | Liga       | Liga       | Liga       | Puchar kraju | Puchar kraju | Puchar kraju | Puchar kraju | Puchar kraju                  | Międzynarodowe                     | Międzynarodowe | Międzynarodowe | Międzynarodowe | Międzynarodowe | Międzynarodowe | Ogółem | Ogółem | Ogółem | Ogółem | Ogółem |
| Klub          | Sezon         | Kraj          | Rozgrywki | M          | Z          | R          | P          | %          | M            | Z            | R            | P            | %                             | Rozgrywki                          | M              | Z              | R              | P              | %              | M      | Z      | R      | P      | %      |
| Toluca        | 2012–2013     | Meksyk        | Liga MX   | 40         | 18         | 7          | 15         | 45%        | 7            | 3            | 2            | 2            | 43%                           | CL                                 | 6              | 2              | 2              | 2              | 33%            | 53     | 23     | 11     | 19     | 43%    |
| Pachuca       | 2013–2014     | Meksyk        | Liga MX   | 32         | 11         | 9          | 12         | 34%        | 10           | 4            | 3            | 3            | 40%                           | —                                  | —              | —              | —              | —              | —              | 42     | 15     | 12     | 15     | 36%    |
| Pachuca       | 2014–2015     | Meksyk        | Liga MX   | 19         | 7          | 6          | 6          | 37%        | —            | —            | —            | —            | —                             | LMC                                | 4              | 3              | 0              | 1              | 75%            | 23     | 10     | 6      | 7      | 43%    |
| Morelia       | 2015–2016     | Meksyk        | Liga MX   | 36         | 15         | 7          | 14         | 42%        | 13           | 4            | 4            | 5            | 31%                           | —                                  | —              | —              | —              | —              | —              | 49     | 19     | 11     | 19     | 39%    |
| Morelia       | 2016–2017     | Meksyk        | Liga MX   | 14         | 4          | 4          | 6          | 29%        | 5            | 2            | 1            | 2            | 40%                           | —                                  | —              | —              | —              | —              | —              | 19     | 6      | 5      | 8      | 32%    |
| Ogółem        |               |               |           |            |            |            |            |            |              |              |              |              |                               |                                    |                |                |                |                |                |        |        |        |        |        |
| Meksyk        | Meksyk        | Meksyk        | 749       | 348        | 176        | 225        | 46%        | 56         | 24           | 12           | 20           | 43%          | LMC + CS + RS + SL + KMŚ + CL | 87                                 | 44             | 19             | 24             | 51%            | 892            | 416    | 207    | 269    | 46%    |        |
| Reprezentacje | Reprezentacje | Reprezentacje | 10        | 3          | 2          | 5          | 30%        | 7          | 2            | 2            | 3            | 29%          | PK                            | 3                                  | 0              | 0              | 3              | 0%             | 20             | 5      | 4      | 11     | 25%    |        |
| Ogółem        | Ogółem        | Ogółem        | Ogółem    | 759        | 351        | 178        | 230        | 46%        | 63           | 26           | 14           | 23           | 41%                           | LMC + PK + CS + RS + SL + KMŚ + CL | 90             | 44             | 19             | 27             | 49%            | 912    | 421    | 211    | 280    | 46%    |

- LMC – Liga Mistrzów CONCACAF
- PK – Puchar Konfederacji
- CS – Copa Sudamericana
- RS – Recopa Sudamericana
- SL – SuperLiga
- KMŚ – Klubowe Mistrzostwa Świata
- CL – Copa Libertadores